# Xã Greene, Quận Greene, Pennsylvania
Xã Greene (tiếng Anh: Greene Township) là một xã thuộc quận Greene, tiểu bang Pennsylvania, Hoa Kỳ. Năm 2010, dân số của xã này là 445 người.